# Gil Rossellini
Pour les articles homonymes, voir Rossellini.
Gil Francesco Rossellini, né Arjun Dasgupta le 23 octobre 1956 à Bombay et mort le 3 octobre 2008 à Rome, est un réalisateur, scénariste, producteur de cinéma italien d'origine indienne, fils du réalisateur indien Harisadhan Dasgupta et de Sonali Dasgupta. Il a ensuite été adopté par Roberto Rossellini, dont la mère est devenue sa compagne, et a déménagé en Italie en 1958.

## Biographie
Après un apprentissage commencé très jeune sur les plateaux et dans les salles de montage aux côtés de son père adoptif, Gil Rossellini fait ses débuts au début des années 1980 auprès de Martin Scorsese (La Valse des pantins).
À la fin des années 1980 et au début des années 1990, Gil Rossellini produit et réalise des documentaires tournés sur les cinq continents, sur des sujets allant de la nature, de la flore et de la faune aux questions politiques, sociales et culturelles, en passant par les conflits, des expériences qui l'emmènent avec sa caméra des sommets de l'Himalaya au cœur de l'Amazonie, des couloirs de la Maison-Blanche aux expériences en première ligne de la guerre des Balkans.
En 2004, il a fondé, avec son partenaire indien Samir Gupta, la East India Production Company, avec des bureaux à Londres et à Bombay, afin de promouvoir les œuvres de la nouvelle génération de cinéastes indiens.

### Maladie et mort
Toujours en 2004, lors d'un accident domestique, il se blesse légèrement à la tête, mais contracte une très grave infection au staphylocoque doré et à d'autres bactéries qui le plonge dans le coma pendant trois mois et provoque une pyomyosite (une infection rare des muscles squelettiques), qui dégénère en fasciite nécrosante ; à son réveil, il ne retrouve pas l'usage de ses jambes et doit subir 45 interventions chirurgicales, sans jamais se rétablir complètement. Il décide alors de s'engager pour les personnes handicapées dans son état et réalise trois documentaires autobiographiques, Kill Gil vol. 1, Kill Gil vol. 2, Kill Gil vol. 2 e 1/2 (sortis à titre posthume et présentés au Festival international du film de Rome). Le titre Kill Gil étant une parodie de Kill Bill de Quentin Tarantino.
Son état s'aggrave en 2008, avec la récurrence de l'infection et en raison de nouvelles poussées de lésions de pression (décubitus). Le 7 juin, il est baptisé selon le rite catholique et choisit le nom de Francesco. Le 3 septembre, il subit l'amputation d'une jambe à cause de la gangrène. Il meurt le 3 octobre de la même année à 4h30 du matin, des suites d'une septicémie, à l'hôpital américain de Rome.

## Filmographie

### Réalisateur

#### Documentaires
- 1989 : Il poliedro di Leonardo
- 2000 : Voices of the poors, réalisé pour la Banque mondiale
- 2002 : From used to abused, réalisé pour la Banque mondiale
- 2003 : The hole in the wall, sur la fracture numérique, présentée aux Nations Unies

##### Série autobiographique
- 2006 : Kill Gil volume 1
- 2007 : Kill Gil volume 2
- 2008 : Kill Gil volume 2 e 1/2

### Producteur

#### Cinéma
- 1997 : L'amico di Wang, long métrage
- 2004 : La principessa del Monte Ledang, long métrage présenté à la Mostra de Venise, (producteur associé)

#### Documentaires
- 2000 : Voices of the poors
- 2002 : From used to abused
- 2003 : The hole in the wall

#### Télévision
- 1991 : Il mio nemico Série télévisée en 6 épisodes sur les conflits en cours en Europe... Épisode italien A Sud dell'Italia par Giorgio Molteni